# John Wilson (matemático)
John Wilson (Applethwaite, Westmorland, 6 de agosto de 1741 – Kendal, Westmorland, 18 de outubro de 1793 foi um matemático inglês. O teorema de Wilson leva seu nome.
Wilson frequentou a escola em Staveley, Cúmbria, antes de ir para o Peterhouse, Universidade de Cambridge, em 1757, onde foi aluno de Edward Waring. Foi Senior Wrangler em 1761. Foi eleito Membro da Royal Society em 1782.